# جلدینو بوردین
جلدینو بوردین (ایتالیایی: Gelindo Bordin؛ زادهٔ ۲ آوریل ۱۹۵۹) دونده ماراتن اهل ایتالیا بود.